# Neftchilar (Metro Baku)

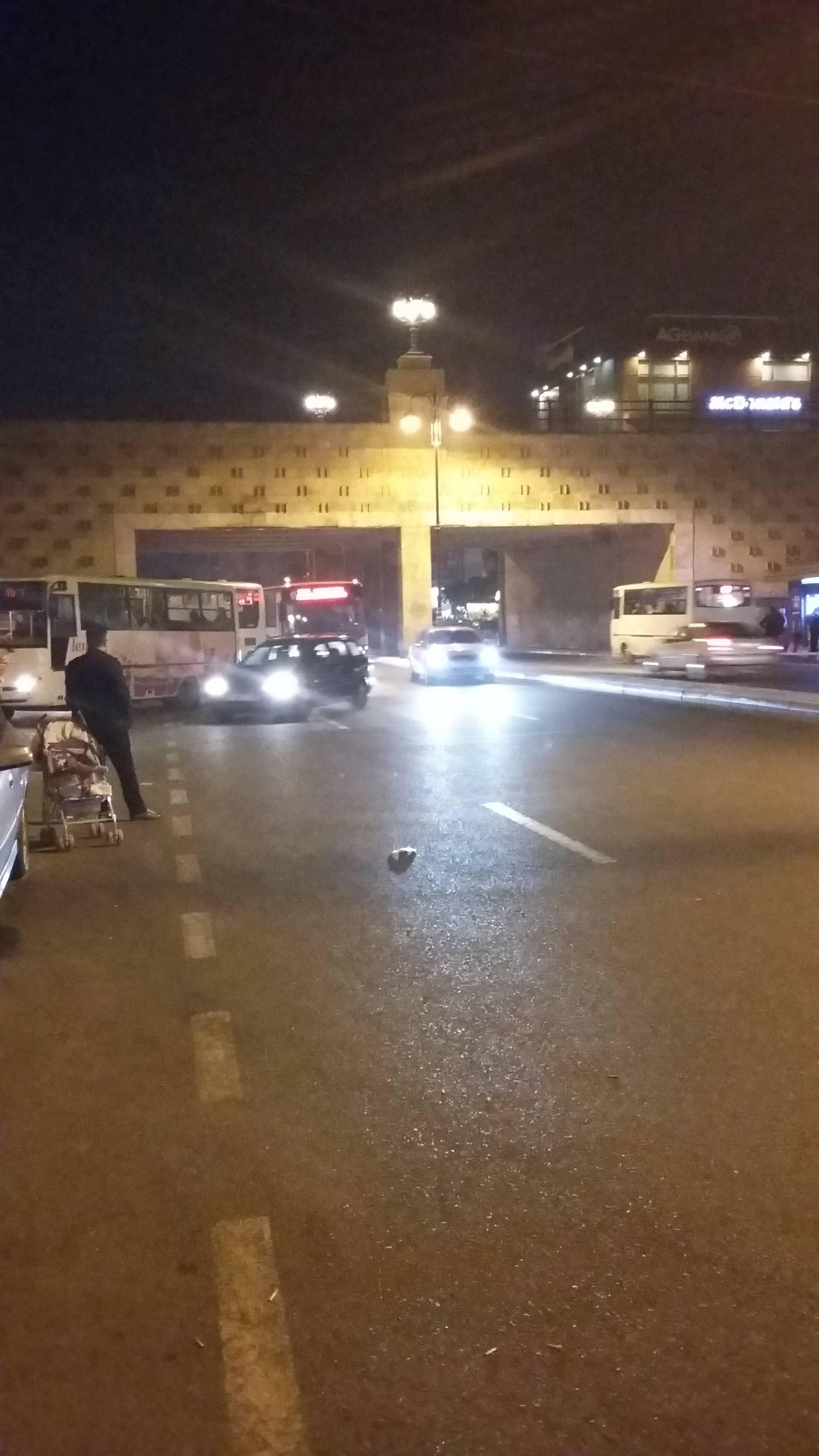

Neftchilar ist ein Knotenpunkt der Linien 1 und 2 der Metro Baku. Er liegt unter der Kreuzung von zwei Straßen und verfügt über einen McDonald’s.
Die Station wurde am 6. November 1972 als Endbahnhof in Betrieb genommen. Am 28. April 1989 wurde die Station dann aufgrund einer Streckenverlängerung zum Zwischenbahnhof.
Es halten am Bahnhof zahlreiche Buslinien der Stadt Baku.